# Omophron brettinghamae
Omophron brettinghamae is een keversoort uit de familie van de loopkevers (Carabidae). De wetenschappelijke naam van de soort is voor het eerst geldig gepubliceerd in 1860 door Francis Polkinghorne Pascoe. De soort werd aangetroffen in Dhaka. Ze is genoemd naar mevrouw Brettingham, de verzamelaarster die ze ontdekte.